# Леннокс Льюїс
Ле́ннокс Лью́їс (англ. Lennox Claudius Lewis; нар. 2 вересня 1965, Лондон) — канадський і британський боксер-професіонал. Олімпійський чемпіон 1988 р. в надважкій вазі (у складі збірної Канади). Колишній чемпіон світу у важкій ваговій категорії за версіями WBC (1993—1994, 1997—2001 і 2001—2003), IBF (1999—2001 та 2001—2002) та WBA (1999). Переміг 15 бійців за титул чемпіона світу у важкій вазі.

## Любительська кар'єра
На аматорському рингу виступав у складі збірної Канади.
1983 року на молодіжному чемпіонаті світу завоював золоту медаль.
Двічі брав участь у Олімпійських іграх — 1984 і 1988 роках. 1984 року він програв у другому бою майбутньому чемпіону Тайреллу Біггсу (США) — 0-5 і посів п'яте місце, після чого вирішив ще на 4 роки залишитися аматором.
На Кубку світу 1985 року програв у другому бою В'ячеславу Яковлєву (СРСР) — 0-5 і зайняв друге місце.
На Іграх Співдружності 1986 здобув дві перемоги і став чемпіоном.
На Панамериканських іграх 1987 програв у другому бою Хорхе Луїс Гонсалесу (Куба) — 1-4 і зайняв друге місце.
1988 року в Сеулі Леннокс переміг Кріса Одера (Кенія) і Уллі Кадена (НДР), а у півфіналі без бою пройшов Януша Заренкевича (Польща). У фіналі турніру він зустрівся з американським боксером Ріддіком Боуї. Перші дві хвилини першого раунду суперники придивлялися один до одного, після чого Льюїсу вдалося завдати правого кросу в голову Боуї. Пропущений удар збентежив Ріддіка, і незабаром він потрапив у перший нокдаун. У другому раунді Ленноксу вдалося здійснити ще кілька успішних атак і двічі покласти суперника на настил рингу. Після третього нокдауну бій було зупинено. Таким чином Леннокс став олімпійським чемпіоном.

## Професійна кар'єра
Дебютував на професійному рингу в червні 1988 року.
23 листопада 1991 року нокаутував в третьому раунді Тайрелла Біггса (США), взявши реванш за поразку на Олімпіаді 1984.
1992 року відбувся турнір 4-х найсильніших важковаговиків світу за звання абсолютного чемпіона. Було утворено дві пари: Леннокс Льюїс — Донован Раддок і Евандер Холіфілд — Ріддік Боуї. Переможці пар мали виявити найсильнішого у фіналі.
У жовтні 1992 року Льюїс у 1-му півфіналі розправився з Донованом Раддоком у 2 раунді. У листопаді того ж року Ріддік Боуї в запеклому бою переміг за очками чинного абсолютного чемпіона Евандера Холіфілда. Боуї був зобов'язаний битися із Льюїсом, але, пам'ятаючи про свою поразку у фіналі Сеульської Олімпіади, відмовився і вирішив надати реванш Холіфілду. Оскільки Льюїс був британцем (а не американцем), то дві з трьох боксерських організацій вирішили не перешкоджати реваншу. Але WBC вирішила не потурати порушенням і відібрала в Боуї свій пояс. Дізнавшись про це, Боуї скликав пресконференцію і демонстративно викинув пояс WBC у відро для сміття. WBC в боргу не залишилася: Боуї було назавжди виключено з рейтингів цієї організації.
У травні 1993 року Льюїс в першому ж захисті вирішив вийти на ринг проти дуже сильного колишнього чемпіона Тоні Таккера. Льюїс переміг за очками.
У жовтні 1993 року чемпіон нокаутував у 7-му раунді британського боксера Френка Бруно. Наступного року у 8-му раунді було нокаутовано маловідомого Філа Джексона.
У вересні 1994 року відбувся бій Леннокса Льюїса та Олівера Макколла. Льюїс в 2-му раунді пропустив удар і впав на підлогу. Він зміг підвестися на рахунок «десять», проте стояв на ногах нетвердо, тому суддя вирішив зупинити бій. Це була перша поразка Льюїса. Після бою Льюїс зажадав реваншу. Але йому було відмовлено.
У травні 1995 року відбувся відбірковий бій за право зустрітися з чемпіоном за версією WBC між Льюїсом і Лайонелом Батлером. Батлер мав величезну кількість поразок як для претендента, проте зміг видати добру переможну серію і домігся права на бій. Льюїс нокаутував суперника в 5-му раунді. Вигравши, Льюїс не домігся зустрічі з чемпіоном, оскільки Маккол до того часу програв битому Льюїсом Френку Бруно. Бруно потім програв Майку Тайсону. Пізніше Тайсона позбавили титулу, і 1996 року пояс оголосили вільним.
7 лютого 1997 після перемоги над Макколом Льюїс став першим британським боксером, якому вдалося повернути втрачений чемпіонський титул. Пізніше він захистив пояс у боях з Генрі Акінванде та Анджеєм Голотою. Останній бій був одним з найшвидших в історії професійного боксу у важкій ваговій категорії.
1998 Льюїс переміг Шеннона Бріггса та хорвата Желько Мавровича.
Вирішальний момент у кар'єрі Льюїса настав у березні 1999 року в бою з Евандером Холіфілдом. Леннокс домінував протягом усього бою, але судді проголосили нічию. Відомий промоутер Дон Кінг після бою сказав, — «якщо нікого не було нокаутовано, значить — це нічия». Це рішення стало одним з найскандальніших у професійному боксі. Було призначено реванш, де Льюїс переміг Холіфілда за очками.
Своєї другої (і останньої в кар'єрі) поразки Льюїс зазнав зовсім несподівано під час зустрічі з американцем Хасимом Рахманом 22 квітня 2001 року. Люїс був фаворитом у цьому бою, але пропустив потужний удар правою в п'ятому раунді й упав на канвас. Він втратив одразу три чемпіонські пояси (WBC, IBF, IBO). Одразу після оголошення результату Льюїс зажадав реваншу, гарантованого контрактом. Обидва бійці знову зустрілися на рингу 7 місяців потому в Лас-Вегасі. Цього разу британець не дав суперникові жодного шансу, надіславши американця в нокаут у четвертому раунді. Втрачені раніше чемпіонські пояси Льюїс повернув. Нокаут у цьому поєдинку був визнаний нокаутом 2001 року за версією журналу «Ринг».
8 червня 2002 року в Пірамід Арена в Мемфісі настав час довгоочікуваного бою Леннокса Льюїса з Майком Тайсоном. Подія широко висвітлювалась у світових ЗМІ, зокрема тому, що під час пресконференції в Hudson Theatre у Нью-Йорку, яка відбулася 22 січня 2002, дійшло до бійки між суперниками. У 8 раунді Льюїс нокаутував «Залізного Майка». Вдруге нокаут у поєдинку Льюїса був визнаний нокаутом 2002 року за версією журналу «Ринг».
2003 року Леннокс вийшов на останній бій у своїй кар'єрі проти Віталія Кличка. Бій було зупинено лікарем через глибоке розсічення над оком Віталія, Льюїс переміг технічним нокаутом. Кличко в свою чергу зажадав реваншу, оскільки на момент зупинки, він вигравав бій за очками. Леннокс Льюїс завершив професійну кар'єру. Віталій Кличко вимагав реваншу, але Леннокс відмовив йому, попри те, що відразу після бою пообіцяв реванш.